# Іманай
Імана́й (рос. Иманай) — присілок у складі Юкаменського району Удмуртії, Росія.
Населення — 51 особа (2010; 83 в 2002).
Національний склад (2002):
- татари — 92 %